# Höstblåstjärnesläktet
Höstblåstjärnor (Prospero) är ett växtsläkte i familjen sparrisväxter (Asparagaceae).
Släktet har 14–17 arter, som förekommer runt Medelhavet och österut till Kaukasus samt norrut till Ungern. Inga av arterna förekommer vilda i Sverige,
men Höstblåstjärna (Prospero autumnale) och Stor höstblåstjärna (Prospero obtusifolium) odlas som trädgårdsväxter.
Ibland inkluderas Prospero-arterna i släktet Scilla (Blåstjärnor).

## Arter
Arter enligt Catalogue of Life:
- Prospero autumnale
- Prospero battagliae
- Prospero depressum
- Prospero elisae
- Prospero fallax
- Prospero hanburyi
- Prospero hierae
- Prospero hierapytnense
- Prospero idaeum
- Prospero minimum
- Prospero obtusifolium
- Prospero paratethycum
- Prospero rhadamanthi
- Prospero talosii